# توکوگاوا تاداناگا

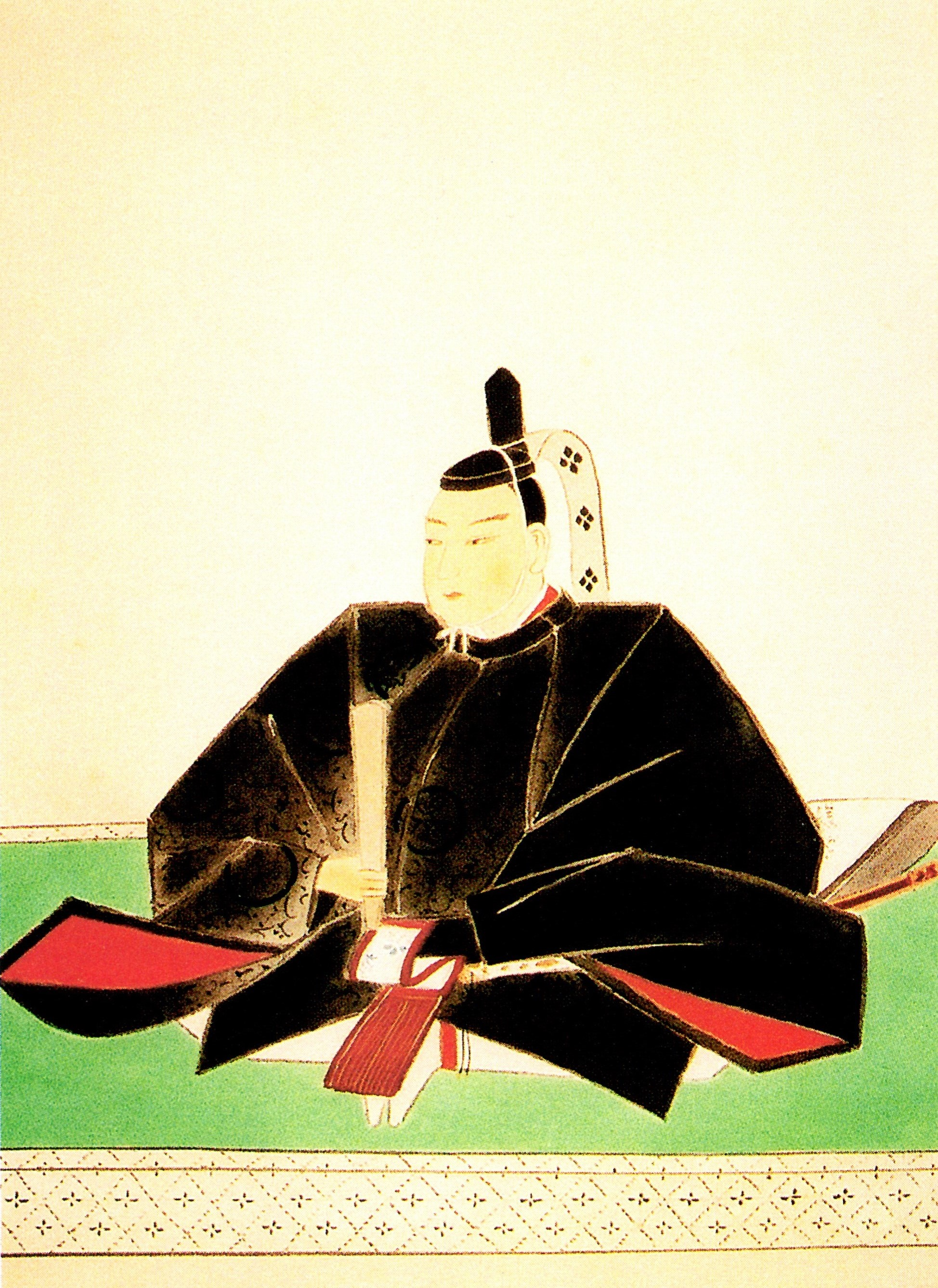

توکوگاوا تاداناگا (به ژاپنی: 徳川 忠長)، ماتسودایرا تاداناگا (۱۶۰۶ – ۱۶۳۴) یکی از دایمیوهای اوایل دوره ادو و پسر دومین شوگون توکوگاوا هیده‌تادا بود. درست پس از مرگ پدرشان شوگون دوم توکوگاوا هیده‌تادا، توکوگاوا ایه‌میتسو برادرش را که قبلاً در کوفو، یاماناشی در حبس خانگی بود متهم به جنون کرد، تمام دارایی‌ها و مناصب را از او سلب کرد و او را مجبور به انجام هاراکیری کرد.

## زندگی
تاداناگا که اغلب به آن «سوروگا دای‌ناگون» (مشاور اصلی ولایت سوروگا) می‌گویند، در سال ۱۶۰۶ به دنیا آمد. نام تولد او «کونیچیو» (Kunichiyo) بود. تاریخ تولد او نامشخص است و به گونه‌های مختلف ۷ مه، ۱ ژوئن و ۳ دسامبر ذکر شده است.
او که از قدرت نظامی و فکری و روحیه سخاوتمندی برخوردار بود، از حمایت مادرش، اوایو برخوردار شد، که او را بر پسر دیگرش تاکه‌چیو (توکوگاوا ایه‌میتسو آینده) ترجیح می‌داد تا سومین شوگون شود. در پاسخ به حادثه ای که مربوط به برادر بزرگترش تاکه‌چیو بود، دایه برادر بزرگترش تاکه‌چیو، کاسوگا نو تسوبونه، که طاقت دیدن پدر و مادر تاکه‌چیو را که فقط طرفدار کونیماتسو بودند، نداشت، برای نجات تاکه‌چیو تصمیم گرفت.
او از توکوگاوا ایه‌یاسو قدرتمند درخواست کرد تا تاکه‌چیو را به عنوان وارث به رسمیت بشناسد و شفاعت کرد تا تاکه‌چیو به جای کونیماتسو رسماً به عنوان جانشین تعیین شود؛ بنابراین، اختلافات جانشینی بین دو جناح با نامزدی توکوگاوا ایه‌یاسو برای تاکه‌چیو پایان یافت.
در نتیجه این سلسله آشفتگی‌ها، تاکه‌چیو موقعیت خود را به عنوان جانشین شوگون مستحکم کرد، در حالی که کونیماتسو در مسیر سقوط قدرت قرار داشت. در سال ۱۶۱۸ به کونیماتسو ۲۳۸۰۰۰ ککو در کوفو، ولایت کای (شهر کوفو کنونی، استان یاماناشی) داده شد و ارباب کوفو شد.
در سال ۱۶۲۴، ماتسودایرا تاداناگا، علاوه بر کوفو، بخش‌هایی از ولایت سوروگا (بخش مرکزی و شمال شرقی شیزوئوکای کنونی) و ولایت توتومی (استان شیزوئوکای غربی کنونی) به امپراتوری اضافه شد.
به این ترتیب، او به ارباب ۵۵۰۰۰۰ ککو تبدیل شد و در میان مردم «سوروگا دای‌ناگون» نامیده شد. با این حال، تاداناگا ماتسودایرا فکر کرد که اگر برادر کوچکتر شوگون است، او باید ۱ میلیون وکو یا قلعه اوساکا (شهر اوساکا، استان اوساکا) به او داده شود، بنابراین دادخواستی به توکوگاوا هیده‌تادا، پدر شوگون فرستاد. توکوگاوا هیده‌تادا که از این درخواست غافلگیر شده بود، به تدریج شروع به برخورد خصمانه با ماتسودایرا تاداناگا کرد و به این گمان افتاد که برادر بزرگترش توکوگاوا ایه‌میتسو نیز در حال برنامه‌ریزی برای شورش است.

## سرنوشت تاداناگا ماتسودایرا، که باعث رفتار مشکل ساز شد
پس از مرگ مادرش اوایو در سال ۱۶۲۶، تاداناگا ماتسودایرا به الکل معتاد شد و رفتارهای ناهنجار او به‌طور فزاینده ای قابل توجه شد و اختلافات را با برادر بزرگترش توکوگاوا ایه‌میتسو عمیق‌تر کرد. حادثه شکار میمون در سال ۱۶۳۰ به‌طور قاطع برادران را از هم جدا کرد.
تاداناگا ماتسودایرا شروع به از بین بردن میمون‌هایی می‌کند که به عنوان جانوران الهی در کوه‌های نزدیک معبد سنگن (شهر شیزوکا، استان شیزوئوکا) بودند، زیرا آنها محصولات کشاورزی را از بین می‌برند. معبد سنگن مکانی مقدس است که پدربزرگ آنها، توکوگاوا ایه‌یاسو، گنپوکو (جشن بالغ شدن) خود را در آنجا جشن گرفت و شکار میمون‌ها نیز ممنوع بود.
اگرچه راهبان ناامیدانه سعی کردند تا شکار میمون را متوقف کند، تاداناگا ماتسودایرا به شکار ادامه داد و در نهایت ۱۲۴۰ میمون را کشت. علاوه بر این، رفتار وحشیانه او، مانند کشتن ملازمان پس از شکار میمون، مشکل ساز شد و برادر بزرگترش توکوگاوا ایه‌میتسو را خشمگین کرد.
توکوگاوا ایه‌میتسو ماتسودایرا تاداناگا را به زندان محکوم کرد، اما از آنجایی که رفتار مشکل‌ساز او حتی پس از آن نیز ادامه یافت، در سال ۱۶۳۲ سرانجام تصمیم گرفت قلمرو او را مصادره کند و مجازاتی را اعمال کند.
بنابراین، تاداناگا ماتسودایرا در قلعه تاکاساکی در استان اوئنو (شهر تاکاساکی، استان گونما) زندانی شد و سال بعد، در سال ۱۶۳۳، به او دستور داده شد که مرتکب سپپوکو شود و در سن ۲۸ سالگی خودکشی کرد.
طبق یکی از نظریه‌ها، جنایت کشتن یک رعیت بهانه ای بود و برخی می‌گویند که توکوگاوا ایه‌میتسو می‌خواست از شر برادر کوچکترش که مایه دردسر بود خلاص شود.
همچنین گفته می‌شود که چهره تاداناگا شبیه چهره پسر خاله‌اش تویوتومی هیده‌یوری بود و به همین دلیل ایه‌یاسو از تاداناگا متنفر بود و از او می‌ترسید.

## همسر
او با ماساکو (۱۶۱۴–۹۰) با شوکو-این، دختر اودا نوبویوشی (۱۵۸۴–۱۶۲۶)، که نوه اودا نوبوناگا بود از طریق اودا نوبوکاتسو بود، ازدواج کرد. داستان‌هایی در مورد وجود شخصی به نام ماتسودایرا چوشیچیرو پسر ماتسودایرا تاداناگا وجود دارد، اما هیچ مدرک تاریخی مبنی برداشتن فرزند وجود ندارد و تصور می‌شود که او یک شخصیت خیالی است.